# Ortachne
Ortachne  (лат.) — род однодольных растений семейства Злаковые (Poaceae). Является эндемиком Чили. Некоторые исследователи включают Ortachne в род Ковыль.

## Список видов
- Ortachne breviseta Hitchc., 1927
- Ortachne erectifolia (Swallen) Clayton, 1985
- Ortachne rariflora (Hook.f.) Hughes, 1923
  - [syn.  Ortachne retorta Nees ex Steud., 1854]

### Виды, ранее относимые к родуOrtachne
- Aristida floridana (Chapm.) Vasey, 1883
  - [syn.  Ortachne floridana (Chapm.) Nash, 1903]
- Aristida jorullensis Kunth, 1823
  - [syn.  Ortachne pilosa (Kunth) Nees, 1854]
- Aristida ternipes Cav., 1799
  - [syn.  Ortachne scabra (Kunth) E.Fourn., 1880]
  - [syn.  Ortachne tenuis (Kunth) E.Fourn., 1880]